# Mahébrillenvogel

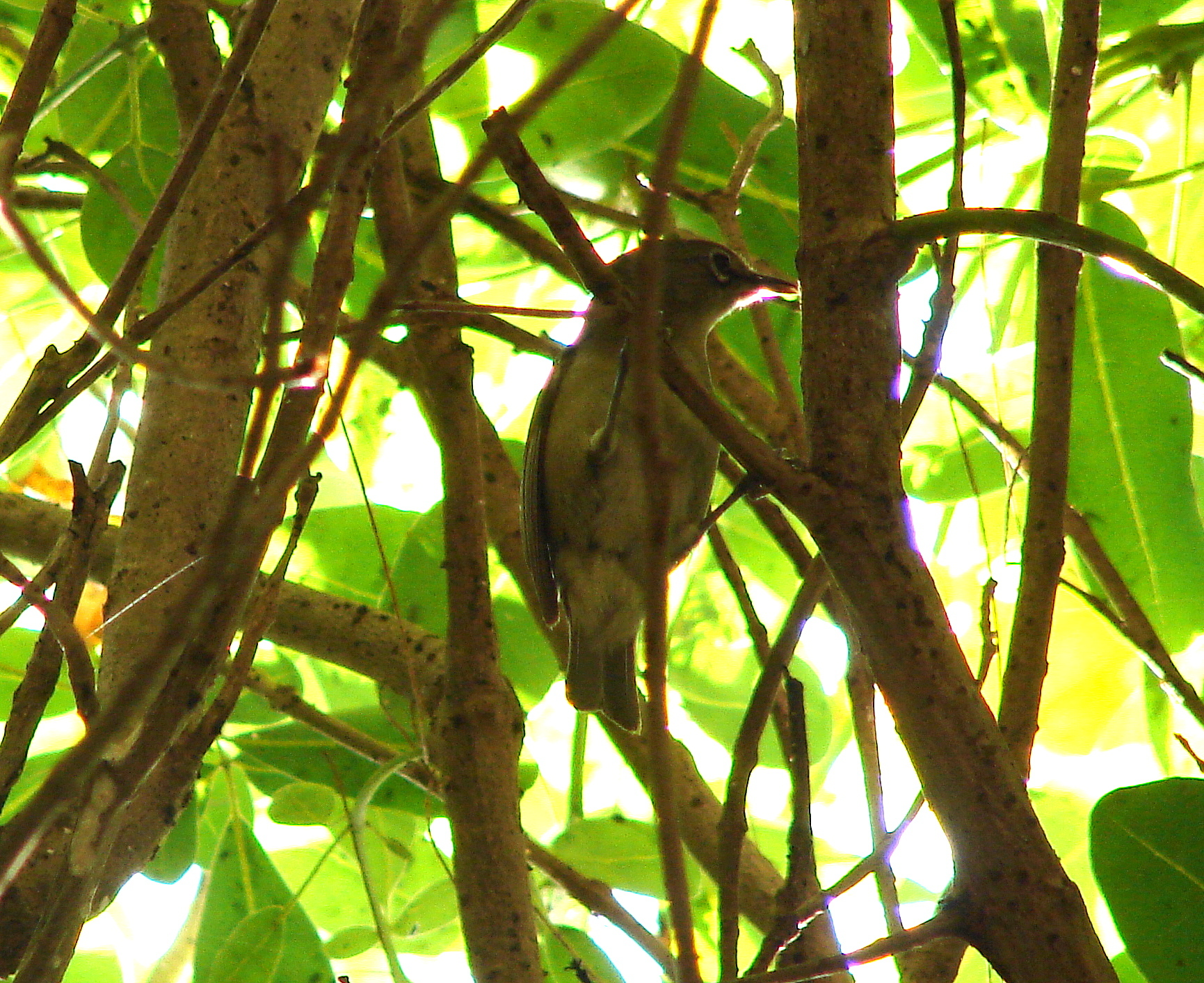
Mahébrillenvogel

Der Mahébrillenvogel (Zosterops modestus), auch als Seychellen-Brillenvogel bezeichnet, ist ein seltener grasmückenartiger Singvogel aus der Familie der Brillenvögel (Zosteropidae). Er ist endemisch auf den Seychellen.

## Beschreibung
Dieser 10 bis 11 cm große Vogel hat ein Gefieder mit einer olivgrauen Oberseite und einer blasser gefärbten Unterseite. Er ist weiter durch einen weißen, engen Augenring, einen ziemlich langen, dunkelgrauen Schwanz und einen kleinen scharfen Schnabel gekennzeichnet.

## Lebensweise
Seine Nahrung besteht aus Insektenlarven, Heuschrecken und Grashüpfern sowie aus Beeren und Samen. Die Brutzeit ist von September bis April und in das schalenförmige Nest werden zwei bis sieben Eier gelegt. Die Inkubationszeit beträgt 13 bis 15 Tage und die Jungen werden nach 11 bis 16 Tagen flügge. Anschließend werden sie noch weitere zwei Monate von den Eltern betreut. Der melodiöse und komplexe Gesang des Mahé-Brillenvogels besteht aus nasalen Lauten. Aufgrund seiner Lebensweise im Blätterdach von hohen Bäumen ist er schwer zu beobachten.

## Gefährdung
Der Mahébrillenvogel galt zwischen 1935 und 1960 als ausgestorben, bis er im Hochland von Mahé wiederentdeckt wurde. Noch 1996 galt er mit einem bekannten Bestand von 25 bis 35 Individuen als einer der seltensten Vögel der Welt. Dieser drastische Rückgang war vor allem durch Waldrodungen, die Konkurrenz durch eingeführte Vogelarten wie den Hirtenmaina und durch Ratten verursacht worden. 1997 wurden ca. 250 Exemplare auf der Seychelleninsel Conception wiederentdeckt. 1998 war der Bestand auf Mahé wieder auf 50 gestiegen. Heute liegt die Population auf Conception zwischen 244 und 336 Exemplaren. In den Jahren 2001 und 2003 wurde eine Auswilderungsaktion auf Frégate gestartet. Auf dieser Insel befindet sich heute ein Bestand von 60 Vögeln.